# منتخب باربادوس للكريكت
منتخب باربادوس الوطني للكريكت (بالإنجليزية: Barbados national cricket team)‏ هو ممثل باربادوس الرسمي في المنافسات الدولية في الكريكت .منتخب باربادوس الوطني للكريكت هو فريق الكريكت الوطني الذي يمثل دولة باربادوس في المباريات الدولية. يُعرف أيضًا باسم "منتخب باربادوس الغربي" في بعض البطولات الدولية. الكريكت هو رياضة شعبية جدًا في باربادوس ويعتبر المنتخب الوطني من بين الأندية البارزة في الكريكت الغربي الذي يشمل أيضا منتخبات أخرى مثل جامايكا وترينداد وتوباغو وغيوانا.